# Åstjärnen (Överhogdals socken, Härjedalen)
Åstjärnen är en sjö i Härjedalens kommun i Härjedalen och ingår i Ljusnans huvudavrinningsområde.